# Норт-Бей (Вісконсин)
Норт-Бей (англ. North Bay) — селище (англ. village) в США, в окрузі Расін штату Вісконсин. Населення — 209 осіб (2020).

## Географія
Норт-Бей розташований за координатами 42°45′55″ пн. ш. 87°46′50″ зх. д. / 42.76528° пн. ш. 87.78056° зх. д. (42.765207, -87.780509).  За даними Бюро перепису населення США в 2010 році селище мало площу 0,30 км², з яких 0,26 км² — суходіл та 0,05 км² — водойми. В 2017 році площа становила 0,28 км², з яких 0,28 км² — суходіл та 0,00 км² — водойми.

## Демографія
Згідно з переписом 2010 року, у селищі мешкала 241 особа в 91 домогосподарстві у складі 77 родин. Густота населення становила 793 особи/км².  Було 97 помешкань (319/км²).
Расовий склад населення:
| - 94,2 % — білих - 2,9 % — чорних або афроамериканців - 1,2 % — азіатів |

До двох чи більше рас належало 0,8 %. Частка іспаномовних становила 6,6 % від усіх жителів.
За віковим діапазоном населення розподілялося таким чином: 24,5 % — особи молодші 18 років, 58,9 % — особи у віці 18—64 років, 16,6 % — особи у віці 65 років та старші. Медіана віку мешканця становила 50,1 року. На 100 осіб жіночої статі у селищі припадало 107,8 чоловіків;  на 100 жінок у віці від 18 років та старших — 95,7 чоловіків також старших 18 років.
Середній дохід на одне домашнє господарство  становив 138 329 доларів США (медіана — 94 792), а середній дохід на одну сім'ю — 153 152 долари (медіана — 120 000). За межею бідності перебувало 1,5 % осіб, у тому числі 0,0 % дітей у віці до 18 років та 0,0 % осіб у віці 65 років та старших.
Цивільне працевлаштоване населення становило 131 особа. Основні галузі зайнятості: освіта, охорона здоров'я та соціальна допомога — 27,5 %, виробництво — 16,8 %, науковці, спеціалісти, менеджери — 11,5 %, роздрібна торгівля — 8,4 %.